# Marcin Groblicz IV
Marcin Groblicz IV (ur. w 2. połowie XVII wieku w Krakowie - zm. po 1719 tamże) – polski lutnik i skrzypek, działający w Krakowie i Poznaniu.

## Życiorys
Syn Marcina Groblicza III i ojciec Marcina Groblicza V. Na przełomie wieku XVII i XVIII zamieszkał w Poznaniu, gdzie działał jako skrzypek w kapeli Collegium Musicorum Posnaniensium. W 1706 wszedł w konflikt z poznańskim powroźnikiem, Kasprem Knitzlem, który zarzucał Grobliczowi niewywiązanie się z umowy, z której wynikało, że Groblicz miał nauczać jego syna "artis liberalis kunsztu ręcznego w różnych sztukach".
W 1719 Marcin Groblicz IV znów pracował w swojej pracowni lutniczej w Krakowie, gdzie prawdopodobnie zmarł. Zachowały się zbudowane przez niego instrumenty.